# فرودگاه شهرستان مک‌مین
فرودگاه شهرستان مک‌مین (به انگلیسی: McMinn County Airport) یک فرودگاه همگانی بهره‌برداری هوایی با کد یاتا MMI است که یک باند فرود آسفالت دارد و طول باند آن ۱۹۶۶ متر است. این فرودگاه در کشور ایالات متحده آمریکا قرار دارد و در ارتفاع ۲۶۲ متری از سطح دریا واقع شده‌است.